# Soleils Bleus
Soleils Bleus est un festival de jazz et de musiques diverses qui se déroule en plein-air au Parc de la Bégraisière, à Saint-Herblain en Loire-Atlantique en juin-juillet.

## Histoire
Le festival Soleils Bleus a été créé en 1999 par la mairie de Saint-Herblain. Il est organisé par la "scène conventionnée Onyx-la Carrière". À partir de 2011, après treize éditions annuelles, la ville et l'organisateur décident que cet évènement se tiendra seulement les années impaires, en alternance avec le festival Jours de fête.

## Concept
Soleils Bleus invite le public à quatre soirées (le vendredi), puis à trois soirées à partir de 2009 (du jeudi au dimanche), autour de formations de jazz régionales professionnelles et amateurs, nationales, ou internationales.
L'entrée est libre. Selon les années entre 8 000 et 12 000 spectateurs[réf. souhaitée] assistent aux représentations.

## Aperçu de la programmation
Depuis 2009, les artistes suivants se sont notamment produits aux Soleils Bleus : General Elektriks, Médéric Collignon, Andy Emler MegaOctet, Tribeqa (Nantes) & Smod (Mali), Belleruche (Grande-Bretagne),White Tiger Society (New York-Nantes), Bojan Z, Hélène Labarrière & Rodolphe Burger, Jessie Evans (USA), Western Trio & Erik Truffaz, Sidony Box & Hasse Poulsen, Andreya Triana, Kyrie Kristmanson (Canada), Raphael Gualazzi (Italie).